# Adrián Huertas
Adrián Huertas del Olmo (Madrid, España, 21 de agosto de 2003) es un piloto de motociclismo español que participa en el Campeonato del Mundo Moto2 con el Italtrans Racing Team. Anteriormente fue campeón con Kawasaki del Campeonato Mundial de Supersport 300 en 2021 y con Ducati del Campeonato Mundial de Supersport en 2024.

## Resultados

### Europeran Talent Cup

#### Carreras por año
(Carreras en negrita indica pole position, carreras en cursiva indica vuelta rápida)
| Año  | Moto  | 1        | 2        | 3        | 4       | 5      | 6    | 7    | 8       | 9       | 10      | 11     | Pos. | Pts. |
| ---- | ----- | -------- | -------- | -------- | ------- | ------ | ---- | ---- | ------- | ------- | ------- | ------ | ---- | ---- |
| 2018 | Honda | EST1 DNS | EST2 DNS | VAL1 Ret | VAL2 17 | CAT 12 | ARA1 | ARA2 | JER1 20 | JER2 22 | ALB Ret | VAL 15 | 30.º | 5    |

### Red Bull MotoGP Rookies Cup

#### Carreras por año
( clave ) (Carreras en Negro indican pole position, Carreras en cursiva indican vuelta rápida)
| Año  | 1        | 2        | 3     | 4      | 5     | 6       | 7       | 8       | 9       | 10     | 11     | 12     | Pos. | Pts. |
| ---- | -------- | -------- | ----- | ------ | ----- | ------- | ------- | ------- | ------- | ------ | ------ | ------ | ---- | ---- |
| 2018 | JER1 14  | JER2 10  | ITA 7 | ASS 10 | ASS 9 | GER1 10 | GER2 10 | AUT DNS | AUT DNS | MIS 13 | ARA 15 | ARA 15 | 12.º | 47   |
| 2019 | JER1 DNS | JER2 DNS | MUG 9 | ASS1   | ASS2  | SAC1    | SAC2    | RBR1 16 | RBR2 4  | MIS    | ARA1   | ARA2   | 20.º | 20   |

### Campeonato Mundial de Supersport 300

#### Carreras por año
( clave ) (Carreras en Negro indican pole position, Carreras en cursiva indican vuelta rápida)
| Año  | Moto     | 1     | 2     | 3     | 4      | 5      | 6       | 7     | 8      | 9      | 10    | 11     | 12    | 13     | 14      | 15    | 16    | Pos. | Pts. |
| ---- | -------- | ----- | ----- | ----- | ------ | ------ | ------- | ----- | ------ | ------ | ----- | ------ | ----- | ------ | ------- | ----- | ----- | ---- | ---- |
| 2020 | Yamaha   | JER   | JER   | POR   | POR    | ARA 11 | ARA Ret | ARA 8 | ARA 11 | BAR 28 | BAR 9 | MAG 13 | MAG 6 | POR 16 | POR 10  |       |       | 17.º | 44   |
| 2021 | Kawasaki | ARA 1 | ARA 3 | MIS 1 | MIS 10 | ASS 1  | ASS 5   | MOS 6 | MOS 5  | MAG 1  | MAG 1 | BAR 7  | BAR 4 | JER 7  | JER Ret | POR 2 | POR 1 | 1.º  | 255  |

### Campeonato Mundial de Supersport

#### Carreras por año
( clave ) (Carreras en Negro indican pole position, Carreras en cursiva indican vuelta rápida)
| Año  | Moto     | 1       | 1       | 2      | 2       | 3      | 3     | 4      | 4      | 5      | 5     | 6     | 6     | 7      | 7      | 8     | 8      | 9       | 9       | 10      | 10      | 11      | 11      | 12     | 12     | Pos. | Pts. |
| Año  | Moto     | R1      | R2      | R1     | R2      | R1     | R2    | R1     | R2     | R1     | R2    | R1    | R2    | R1     | R2     | R1    | R2     | R1      | R2      | R1      | R2      | R1      | R2      | R1     | R2     | Pos. | Pts. |
| ---- | -------- | ------- | ------- | ------ | ------- | ------ | ----- | ------ | ------ | ------ | ----- | ----- | ----- | ------ | ------ | ----- | ------ | ------- | ------- | ------- | ------- | ------- | ------- | ------ | ------ | ---- | ---- |
| 2022 | Kawasaki | ARA 9   | ARA 11  | NED 11 | NED Ret | POR 8  | POR 7 | ITA 10 | ITA 15 | GBR 18 | GBR 7 | CZE 8 | CZE 7 | FRA 8  | FRA 12 | CAT 7 | CAT 10 | POR Ret | POR DNS | ARG Ret | ARG 10  | INA 10  | INA 12  | AUS 10 | AUS 12 | 12.º | 120  |
| 2023 | Kawasaki | AUS Ret | AUS DNS | INA    | INA     | NED 13 | NED 8 | CAT 12 | CAT 12 | EMI 11 | EMI 5 | GBR 6 | GBR 4 | ITA 10 | ITA 4  | CZE 5 | CZE 15 | FRA 4   | FRA 7   | ARA Ret | ARA Ret | POR Ret | POR Ret | JER 6  | JER 4  | 12.º | 134  |
| 2024 | Ducati   | AUS Ret | AUS 3   | CAT 1  | CAT 32  | NED 1  | NED 2 | ITA 1  | ITA 1  | GBR 1  | GBR 1 | CZE 1 | CZE 1 | POR 2  | POR 12 | FRA 4 | FRA 3  | ITA 1   | ITA 2   | ARA 1   | ARA 5   | POR 2   | POR 2   | JER 3  | JER 4  | 1.º  | 439  |

### Campeonato del Mundo de Motociclismo
Sistema de puntuación de 1993 hasta 2022:
| Posición | 1.º | 2.º | 3.º | 4.º | 5.º | 6.º | 7.º | 8.º | 9.º | 10.º | 11.º | 12.º | 13.º | 14.º | 15.º |
| Puntos   | 25  | 20  | 16  | 13  | 11  | 10  | 9   | 8   | 7   | 6    | 5    | 4    | 3    | 2    | 1    |

Sistema de puntuación desde 2023 en adelante:
| Posición       | 1.º | 2.º | 3.º | 4.º | 5.º | 6.º | 7.º | 8.º | 9.º | 10.º | 11.º | 12.º | 13.º | 14.º | 15.º |
| Puntos         | 25  | 20  | 16  | 13  | 11  | 10  | 9   | 8   | 7   | 6    | 5    | 4    | 3    | 2    | 1    |
| Carrera sprint | 12  | 9   | 7   | 6   | 5   | 4   | 3   | 2   | 1   |      |      |      |      |      |      |

#### Por categoría
| Cat.  | Temp.         | 1.er GP        | 1.er Podio    | 1.ª Victoria  | Carreras | Victorias | Podios | Poles | V.Ráp. | Pts. | CM |
| ----- | ------------- | -------------- | ------------- | ------------- | -------- | --------- | ------ | ----- | ------ | ---- | -- |
| Moto2 | 2025-presente | Tailandia 2025 |               |               |          |           |        |       | *      | *    | 0  |
| Total | 2025-presente | 2025-presente  | 2025-presente | 2025-presente | 0        | 0         | 0      | 0     | 0      | 0    | 0  |

- * Temporada en curso.

#### Por temporada
| Temp. | Cat.  | Moto  | Equipo                | Carreras | Victorias | Podios | Poles | V.Rap | Pts. | Pos. |
| ----- | ----- | ----- | --------------------- | -------- | --------- | ------ | ----- | ----- | ---- | ---- |
| 2025  | Moto2 | Kalex | Italtrans Racing Team |          |           |        |       |       | *    | *    |
| Total | Total | Total | Total                 | 0        | 0         | 0      | 0     | 0     | 0    |      |

- * Temporada en curso.

#### Carreras por año
| Año  | Cat.  | Moto  | 1      | 2       | 3      | 4      | 5      | 6      | 7       | 8      | 9      | 10      | 11     | 12     | 13  | 14  | 15  | 16  | 17  | 18  | 19  | 20  | 21  | 22  | Pos. | Pts. |
| ---- | ----- | ----- | ------ | ------- | ------ | ------ | ------ | ------ | ------- | ------ | ------ | ------- | ------ | ------ | --- | --- | --- | --- | --- | --- | --- | --- | --- | --- | ---- | ---- |
| 2025 | Moto2 | Kalex | THA 14 | ARG Ret | AME 16 | QAT 17 | SPA 13 | FRA 18 | GBR INJ | ARA 19 | ITA 22 | NED Ret | GER 18 | CZE 14 | AUT | HUN | CAT | RSM | JPN | INA | AUS | MAL | POR | VAL | 25.º | 7    |

| Color     | Resultado                                                               |
| --------- | ----------------------------------------------------------------------- |
| Oro       | Ganador                                                                 |
| Plata     | 2.ª plaza                                                               |
| Bronce    | 3.ª plaza                                                               |
| Verde     | Finalizó en los puntos                                                  |
| Azul      | Finalizó sin puntos                                                     |
| Azul      | NC - No clasificado                                                     |
| Violeta   | Ret - No terminó (Carrera)                                              |
| Rojo      | DNQ - No se clasificó                                                   |
| Negro     | DSQ - Descalificado                                                     |
| Blanco    | DNS - No empezó (carrera)                                               |
| Blanco    | WD - Retirado (fin de semana)                                           |
| Blanco    | C - Carrera cancelada                                                   |
| Sin color | DNP - Inscrito pero no participó                                        |
| Sin color | INJ - Lesionado                                                         |
| Sin color | EX - Excluido                                                           |
| Estado    | Resultado                                                               |
| Negrita   | Pole position                                                           |
| Cursiva   | Vuelta rápida                                                           |
| †         | Abandona, pero clasifica al completar el porcentaje requerido para ello |